# Tjeckoslovakien i olympiska sommarspelen 1992
Tjeckoslovakien deltog i de olympiska sommarspelen 1992 med en trupp bestående av 208 deltagare, och totalt tog de 7 medaljer.

## Badminton
Herrsingel
- Tomasz Mendrek – Sextondelsfinal (förlorade mot Foo Kok Keong MAS 0-2)

Damsingel
- Eva Lacinová – 32-delsfinal (förlorade mot Doris Piche CAN 0-2)

## Basket
Damer
Gruppspel
| Lag             | Vinster | Förluster | Poäng | PF  | PA  |      |
| --------------- | ------- | --------- | ----- | --- | --- | ---- |
| USA             | 3       | 0         | 6     | 318 | 181 | +137 |
| Kina            | 2       | 1         | 5     | 205 | 226 | -21  |
| Spanien         | 1       | 2         | 4     | 181 | 238 | -57  |
| Tjeckoslovakien | 0       | 3         | 3     | 183 | 242 | -59  |

|                 | Kina  | Spanien | Tjeckoslovakien | USA    |
| --------------- | ----- | ------- | --------------- | ------ |
| Kina            |       | 66-63   | 72-70           | 67-93  |
| Spanien         | 63-66 |         | 59-58           | 59-114 |
| Tjeckoslovakien | 70-72 | 58-59   |                 | 55-111 |
| USA             | 93-67 | 114-59  | 111-55          |        |

## Bordtennis
Herrsingel
- Petr Korbel – inledande gruppspel: 2 vinster, 1 förlust (gick inte vidare)
- Roland Vími – inledande gruppspel: 1 vinst, 2 förluster (gick inte vidare)
- Tomáš Jančí – inledande gruppspel: 3 förluster (gick inte vidare)

Damsingel
- Marie Hrachová – 4:e plats
  - Inledande gruppspel: 3 vinster
  - Åttondelsfinal: förlorade mot Chai Po Wa (HKG) 0-3

Damdubbel
- Marie Hrachová, J. Mihočková – inledande gruppspel: 2 vinster, 1 förlust (gick inte vidare)

## Boxning
Flugvikt
- Stanislav Vagaský – Sextondelsfinal (förlorade mot Isidrio Visvera PHI)

Mellanvikt
- Michal Franek – Sextondelsfinal (förlorade mot Lee Seung-Bae KOR)

Tungvikt
- Vojtěch Rückschloss – Kvartsfinal (förlorade mot David Tua NZL rsc – 5:e plats)

Supertungvikt
- Peter Hrivňák – Kvartsfinal (förlorade mot Brian Nielsen DEN 4-14 – 5:e plats)

## Brottning
Grekisk-romersk stil
Fjädervikt, grekisk-romersk stil
- Jindřich Vavrla – slogs ut i 2:a omgången

Weltervikt, grekisk-romersk stil
- Jaroslav Zeman – 7:e plats

Mellanvikt, grekisk-romersk stil
- Pavel Frinta – 8:e plats

Fristil
Weltervikt, fristil
- Milan Revický – slogs ut i 3:e omgången

Mellanvikt, fristil
- Jozef Lohyňa – 5:e plats

Lätt tungvikt, fristil
- Josef Palatinus – slogs ut i 3:e omgången

Mellanvikt, fristil
- Juraj Štech – slogs ut i 2:a omgången

## Bågskytte
Herrarnas individuella
- Martin Hámor – Rankningsrunda (gick inte vidare – 65:e plats)

## Cykling
Landsväg
Herrarnas lagtempolopp
- Tjeckoslovakien – 2:06:44 (8:e plats)
  - Jaroslav Bílek
  - Miroslav Lipták
  - Pavel Padrnos
  - František Trkal

Herrarnas linjelopp
- František Trkal – 25:e plats
- Lubomír Kejval – 27:e plats
- Pavel Padrnos – 69:e plats

Bana
Herrarnas förföljelse
- Michal Baldrián – 14:e plats

Herrarnas lagförföljelse
- Tjeckoslovakien – 8:e plats
  - Jan Panáček
  - Pavel Tesař
  - Rudolf Juřický
  - Svatopluk Buchta

Herrarnas sprint
- Jaroslav Jeřábek – 13:e plats

Herrarnas poänglopp
- Lubor Tesař – 5:e plats

## Friidrott
Herrarnas 110 meter häck
- Igor Kováč
  - Heat — 14,12s (→ gick inte vidare)

Herrarnas 400 meter häck
- Jozef Kucej
  - Heat — 50,28s (→ gick inte vidare)

Herrarnas maraton
- Karel David — 2:16:34 (→ 19:e plats)

Herrarnas längdhopp
- Milan Gombala
  - Heat — 7,69 m (→ gick inte vidare)

Herrarnas tresteg
- Milan Mikuláš
  - Heat — 16,82 m (→ gick inte vidare)

Herrarnas diskuskastning
- Imrich Bugár
  - Heat — 58,70 m (→ gick inte vidare)

Herrarnas spjutkastning
- Jan Železný
  - Final — 89,66m (→ Guld)

Herrarnas släggkastning
- Pavel Sedláček
  - Heat — 67,76 m (→ gick inte vidare)

Herrarnas 20 kilometer gång
- Pavol Blažek – 1:29:23 (→ 17:e plats)
- Igor Kollár – 1:29:38 (→ 19:e plats)
- Jan Záhončík – 1:33:37 (→ 28:e plats)

Herrarnas 50 kilometer gång
- Roman Mrázek – 3:55:21 (→ 5:e plats)
- Pavol Szikora – 4:17:49 (→ 27:e plats)
- Pavol Blažek – 4:22:33 (→ 29:e plats)

Herrarnas tiokamp
- Robert Změlík — 8611 poäng (→ Guld)

Damernas maraton
- Alena Peterková – 2:53:30 (→ 25:e plats)

Damernas höjdhopp
- Šárka Kašpárková
  - Heat — 1,88m (→ gick inte vidare)

- Šárka Nováková
  - Heat — 1,83m (→ gick inte vidare)

Damernas diskuskastning
- Vladimíra Malátová
  - Heat — 59,04m (→ gick inte vidare)

## Fäktning
Herrarnas värja
- Aleš Depta – 16:e plats
- Jiří Douba – 21:e plats
- Roman Ječmínek – 35:e plats

Herrarnas värja, lag
- Tjeckoslovakien – inledande gruppmather: 2 förluster (gick inte vidare, 9:e plats)
  - Aleš Depta
  - Jiří Douba
  - Roman Ječmínek
  - Michal Franc
  - Tomáš Kubíček

## Gymnastik
Artistisk
Herrarnas individuella mångkamp
- Martin Modlitba – 112,625 poäng (62:e plats)
- Arnold Bugár – 111,200 poäng (77:e plats)

Damernas individuella mångkamp
- Pavla Kinclová – 38,899 poäng (24:e plats)
- Iveta Poloková – 76,773 poäng (58:e plats)
- Daniela Bártová – 76,535 poäng (64:e plats)

Rytmisk
Damernas individuella mångkamp, rytmisk
- Lenka Oulehlová – Final: 56,137 poäng (8:e plats)
- Jana Šrámková – Kval: 27,650 poäng (16:e plats)

## Handboll
Herrar
Gruppspel
| Lag             | Pld | W | D | L | GF  | GA  | GD  | Poäng |
| --------------- | --- | - | - | - | --- | --- | --- | ----- |
| Sverige         | 5   | 5 | 0 | 0 | 120 | 86  | +44 | 10    |
| Island          | 5   | 3 | 1 | 1 | 101 | 99  | +2  | 7     |
| Sydkorea        | 5   | 3 | 0 | 2 | 114 | 117 | −3  | 6     |
| Ungern          | 5   | 2 | 0 | 3 | 102 | 108 | −6  | 4     |
| Tjeckoslovakien | 5   | 1 | 1 | 3 | 94  | 92  | +2  | 3     |
| Brasilien       | 5   | 0 | 0 | 5 | 96  | 125 | −29 | 0     |

| Results         | Sverige | Island | Sydkorea | Ungern | Tjeckoslovakien | Brasilien |
| --------------- | ------- | ------ | -------- | ------ | --------------- | --------- |
| Sverige         |         | 25–18  | 28–18    | 25–21  | 20–14           | 22–15     |
| Island          | 18–25   |        | 26–24    | 22–16  | 16–16           | 19–18     |
| Sydkorea        | 18–28   | 24–26  |          | 22–18  | 20–19           | 30–26     |
| Ungern          | 21–25   | 16–22  | 18–22    |        | 20–18           | 27–21     |
| Tjeckoslovakien | 14–20   | 16–16  | 19–20    | 18–20  |                 | 27–16     |
| Brasilien       | 15–22   | 18–19  | 26–30    | 21–27  | 16–27           |           |

## Judo
Herrarnas halv lättvikt
- Petr Šedivák – 1:a omgången (förlorade mot Junior BRA)

Herrarnas lättvikt
- Pavel Petřikov – 3:e omgången (förlorade mot Csak HUN), återkval 1:a omgången (förlorade mot Laats BEL)

Herrarnas halv mellanvikt
- Josef Věnsek – 3:e omgången (förlorade mot Korhoren FIN)

Herrarnas tungvikt
- Jiří Sosna – 2:a omgången (förlorade mot Aurelio BRA)

Damernas lättvikt
- Miroslava Jánošíková – 3:e omgången (förlorade mot Arad ISR), återkval 1:a omgången (förlorade mot Martin ESP)

## Kanotsport
Sprint
Herrarnas K-1 500 m
- Attila Szabó – semifinal (gick inte vidare)

Herrarnas K-2 500 m
- Juraj Kadnár, Róbert Erban – semifinal (gick inte vidare)

Herrarnas C-1 500 m
- Slavomír Kňazovický – final: 1:54,51 (4:e plats)

Herrarnas C-2 500 m
- Jan Bartůněk, Waldemar Fibigr – final: 1:44,70 (8:e plats)

Herrarnas K-1 1000 m
- Róbert Erban – semifinal (gick inte vidare)

Herrarnas K-2 1000 m
- René Kučera, Petr Hruška – final: 3:23,12 (7:e plats)

Herrarnas K-4 1000 m
- Jozef Turza, Juraj Kadnár, Róbert Erban, Attila Szabó – final: 2:57,06 (4:e plats)

Herrarnas C-1 1000 m
- Jan Bartůněk – final: 4:15,25 (8th place)

Herrarnas C-2 1000 m
- Jan Bartůněk, Waldemar Fibigr – final: 1:44,70 (8:e plats)

Damernas K-2 500 m
- Jobánková, Janáčková – semifinal (gick inte vidare)

Damernas K-4 500 m
- Jobánková, Janáčková, Havelková, Vokurková – semifinal (gick inte vidare)

Kanotslalom
Herrarnas K-1 slalom
- Luboš Hilgert – 116.63 (23:e plats)
- Pavel Prindiš – 117.60 (24:e plats)

Herrarnas C-1 slalom
- Lukáš Pollert – 113,69 (guld)
- Jakub Prüher – 151,85 (26:e plats)

Herrarnas C-2 slalom
- Miroslav Šimek, Jiří Rohan – 124,25 (silver)
- Petr Štercl, Pavel Štercl – 130,42 (6:e plats)
- Jan Petříček, Tomáš Petříček – 131,86 (7:e plats)

Damernas K-1 slalom
- Zdenka Grossmannová – 135,79 (5:e plats)
- Štěpánka Hilgertová – 141,43 (12:e plats)
- Marcela Sadilová – 150,38 (20:e plats)

## Modern femkamp
Herrarnas individuella tävling
- Petr Blažek – 5 239 poäng (14:e plats)
- Tomáš Fleissner – 5 128 poäng (29:e plats)
- Jiří Prokopius – 4 635 poäng (57:e plats)

Herrarnas lagtävling
- Tjeckoslovakien – 15 002 poäng (9:e plats)
  - Petr Blažek
  - Tomáš Fleissner
  - Jiří Prokopius

## Ridsport
Individuell hoppning
- Jiří Pecháček på hästen Garta

## Rodd
Herrarnas singelsculler
- Václav Chalupa – final: 6:52,93 (silver)

Herrarnas tvåa med styrman
- Tjeckoslovakien – drog sig ur
  - Michal Dalecký, Dušan Macháček, Oldřich Hejdušek (styrman)

Herrarnas fyra med styrman
- Tjeckoslovakien – 10:e plats
  - Petr Batěk, Martin Parkán, Martin Tomaštík, Ivo Žerava, Martin Svoboda (styrman)

Herrarnas åtta med styrman
- Tjeckoslovakien – 12:e plats
  - Radek Zavadil, Pavel Sokol, Petr Blecha, Jan Beneš, Pavel Menšík, Ondřej Holeček, Jiří Šefčík, Dušan Businský, Jiří Pták (styrman)

Damernas fyra utan styrman
- Tjeckoslovakien – final: 6:35,99 (6:e plats)
  - Irena Soukupová, Michaela Burešová, Hana Kafková, Lubica Novotníková

Damernas åtta med styrman
- Tjeckoslovakien – 8:e plats
  - Hana Žáková, Hana Dariusová, Renata Beránková, Martina Šefčíková, Sabina Telenská, Radka Zavadilová, Michaela Vávrová, Eliška Jandová, Lenka Kováčová (styrman)

## Segling
Herrarnas lechner
- Patrik Hrdina
  - Slutlig placering — 239,0 poäng (→ 25:e plats)

Damernas 470
- Renata Srbová och Radmila Dobnerová
  - Slutlig placering — 112 poäng (→ 16:e plats)

## Tennis
Herrar
| Marián Vajda | Herrsingel | G Bloom (ISR) L 6–7(7), 1–6, 0–6 | Gick inte vidare | Gick inte vidare | Gick inte vidare | Gick inte vidare | Gick inte vidare | Gick inte vidare | Gick inte vidare | Gick inte vidare |

Damer
| Jana Novotná                  | Damsingel | N Zvereva (EUN) L 1–6, 0–6      | Gick inte vidare                                       | Gick inte vidare                                    | Gick inte vidare                                      | Gick inte vidare | Gick inte vidare | Gick inte vidare | Gick inte vidare | Gick inte vidare |
| Helena Suková                 | Damsingel | N Randriantefy (MAD) W 6-0, 6-1 | Angélica Gavaldón (MEX) L 6–4, 4–6, 3–5 r.             | Gick inte vidare                                    | Gick inte vidare                                      | Gick inte vidare | Gick inte vidare | Gick inte vidare |                  |                  |
| Jana Novotná Andrea Strnadová | Damdubbel |                                 | Ruxandra Dragomir (ROM) Irina Spîrlea (ROM) W 6–1, 6–4 | Kimiko Date (JPN) Maya Kidowaki (JPN) W 6–3, 7–6(4) | Rachel McQuillan (AUS) Nicole Provis (AUS) L 3–6, 3–6 | Gick inte vidare | Gick inte vidare | Gick inte vidare |                  |                  |